# (12323) Haeckel
(12323) Haeckel est un astéroïde de la ceinture principale.

## Description
(12323) Haeckel est un astéroïde de la ceinture principale. Il fut découvert le 4 septembre 1992 à Tautenburg par Freimut Börngen et Lutz Dieter Schmadel. Il fut nommé en honneur d'Ernst Haeckel. Il présente une orbite caractérisée par un demi-grand axe de 2,20 UA, une excentricité de 0,15 et une inclinaison de 4,2° par rapport à l'écliptique.

## Compléments